# 阮有珠
阮有珠，也譯作阮友珠、阮友周，越南共和國律師及政治人物，曾任越南共和國總統府部長和內務部長。

## 生平
阮有珠是越南鵝貢省（今屬前江省）人。
阮有珠是陳文章的女婿，也就是吳廷琰的弟弟吳廷瑈的連襟。